# Beam.TV
Beam.TV – globalna sieć dystrybucji stworzona na potrzeby branży reklamowej.
Pomysł na Beam.TV powstał w 1998 roku. Dział technologiczny londyńskiego studia postprodukcyjnego The Mill szukał sposobu na ułatwienie i przyspieszenie pracy reżysera Ridleya Scotta, który w tym czasie kręcił swój film Gladiator w Los Angeles, podczas gdy wszelkie efekty specjalne powstawały właśnie w Londynie. Zamiast wysyłać kasety z przebiegu prac z Londynu do Los Angeles w celu akceptacji przez Ridleya Scotta, pionierski zespół postanowił zamieszczać materiały w internecie, przyspieszając w ten sposób proces akceptacji. Od tego pomysłu wszystko się zaczęło i zaowocowało Beam.TV.
Od tamtej pory Beam.TV rozwija się. Zaczęło jako prosty system akceptacji materiałów, a dziś to globalna sieć dystrybucyjna, która dostarcza szereg usług: archiwizację, systemy obsługujące festiwale reklamy, dostarczanie reklam do telewizji, system do zarządzania telewizją w miejscu sprzedaży (POS TV) oraz wiele innych.
Beam.TV zmienia sposób w jaki reklamodawcy i agencje reklamowe tworzą i dystrybuują globalne kampanie telewizyjne w erze technologii cyfrowej. Beam.TV jest globalną siecią dystrybucji umożliwiającą proste i bardzo szybkie przesyłanie materiałów do krajów na całym świecie.
Beam.TV to światowy lider w branży reklamowej. Pionier w zakresie zarządzania materiałami, dystrybucji, archiwizacji i dostarczania reklam (TV, radio, druk, interactive) online.
Od momentu swojego powstania, Beam.TV ustanawia standardy przesyłania materiałów w świecie reklamy. Większość agencji sieciowych i 100 największych reklamodawców korzysta z Beam.TV w celu usprawnienia procesu produkcji i dystrybucji reklam telewizyjnych.
Od momentu powstania, Beam.TV współpracowało ze wszystkimi sieciowymi agencjami reklamowymi usprawniając i rozwijając swoją ofertę w celu stworzenia wszechstronnego systemu zarządzania materiałami emisyjnymi.
Beam.TV posiada biura w 14 krajach oraz sieć ponad 120 partnerów. W ten sposób oferuje narzędzia do zarządzania materiałami emisyjnymi o największym światowym zasięgu.